# Mimis Schnattershow
Mimis Schnattershow ist eine Kinderserie für 4- bis 6-Jährige, die von 2002 bis 2004 auf ORF 1 lief. Die Hauptfigur ist die gescheite Stadtgans Mimi. In jeder Sendung wurde ein bestimmtes Thema erörtert.
Die Serie gilt ist Nachfolger der erfolgreichen ORF-Serie Mimis Villa Schnattermund. Zirkus um Confetti gilt als Nachfolger dieser Serie.